# Књига пророка Данила
Данило је име библијске књиге из Старог завјета. Писац је Израелац Данило, који је постао савјетник вавилонском владару Набукодоносору II. Библијска скраћеница књиге је Дн, односно Дан.
Писац књиге је пророк Данило, чије име значи "Бог је мој судија". У књизи је описао догађаје, који су му се догодили. Књига има два дијела. Први дио (1. до 6. поглавље) је низ од шест прича Данијела и његових пријатеља. Други дио (7. до 12. поглавље) садржи четири апокалиптична виђења. Књига је у оригиналу написана двојезично на хебрејском и арамејском језику. Поглавља од 2. до 7. написана су на арамејском језику, а остала на хебрејском. Данило користи израз "Син човјечји" (Дн 7,13), којим је касније Исус именовао самога себе и тиме потврдио, да је обећани Месија. У говору на Маслинској гори, Исус именом спомиње Данила (Мт 24,15). Поједини дијелови Новога Завјета: Јеванђеље по Матеју поглавља 24. и 25., Друга посланица Солуњанима поглавља 1. и 2. и Откривење повезани су с Даниловом књигом и проширују виђења, која је Бог дао Данилу.

## Шест прича
1. Данило је био међу Јудејцима, који су одведени у вавилонско заточеништво, након што су Вавилонци 605. п. н. е. освојили Јерусалим. Тада је имао између 15. и 20. година. Свето посуђе из храма у Јерусалиму такође је однешено и похрањено у вавилонској ризници. Данило и тројица његових пријатеља Хананија, Мисаел и Азарја били су међу краљевским јудејским младићима, који су изабрани за трогодишњи течај школовања у краљевској палати: "нека буду без недостатка, лијепи, врсни у свакој мудрости, добро поучени и бистри, прикладни да стоје на краљеву двору (Дн 1,4) ." Бог им је дао знање и мудрост, а Данило је имао и способност разумијевања виђења и снова. Бабилонски краљ Набукодоносор II. поставља ту четворицу, да му буду савјетници. Посљедњи редак 1. поглавља, који је могао бити додан много времена након што је претходни дио био написан указује да је Данило још увијек био у краљевској служби неких 80 година након свог одласка у изгнанство, што би било око 538. п. н. е.
2. Касније је краљ сањао сан, који није знао протумачити, а нити његови звјездари. Наредио је, да их погубе, а с њима и Даниела и његове пријатеље. Данило је молио Бога, да му објасни сани услишана му је молба те је отишао пред краља: "Тајну коју истражује краљ не могаху краљу открити мудраци, чаробници, гатаоци и заклињачи; али има на небу Бог који објављује тајне и он је саопћио краљу Набукодонозору оно што ће бити на свршетку дана (Дн 2,27-28)." Бабилонско краљевство освојит ће друго краљевство (Перзија), а послије ће још доћи и краљевства Грчке и Рима. Такођер, "у вријеме ових краљева Бог Небески подићи ће краљевство које неће никада пропасти и неће пријећи на неки други народ (Дн 2,44)." Краљ је славио Бога и наградио Данила. Поставио га је за управитеља покрајина и на чело бабилонских мудраца.
3. Набукодонозор II. је поставио златни кип и наредио свима, да се клањају кипу. Тројица Данилових пријатеља су одбили те су бачени у ужарену пећ. Азарја се молио Богу у помоћ. Анђео Господњи избави их од огња те су славили Бога. Краљ се зачудио и хвалио Бога те је тројицу пријатеља наградио.
4. Краљ је поновно уснуо сан. Данило је једини знао протумачити сан јер је имао Духа Божјега (Дн 4,6). Краљ је сањао велико снажно стабло, које је изненада посјечено на небеску заповијед. То стабло је био сам краљ, који је на седам година изгубио снагу и разум, јер се узохолио па је био попут дивље животиње. На крају седме године, Набукодоносор II. је шватио, да "Свевишњи Бог има власт над краљевством људским и ставља му на чело онога кога он хоће (Дн 5,21)." Вратио му се разум и поновно је владао.
5. Краљ Балтазар, Набукодонозоров син, приредио је гозбу на којој се пило из посуђа отетог из Божјег Храма у Јерусалиму уз хваљење поганских богова. Тиме су учинили оскврнуће. Убрзо се појавила људска рука, која је писала по зиду. Краљ је проблиједио и јако се узнемирио. Тражио је мудраце, да му растумаче догађај. Једино је Данило успио, јер је имао Духа Божјега: "А ево што је написано: Мене, Мене, Текел, Парсин. А те ријечи значе: Мене: измјерио је Бог твоје краљевство и учинио му крај; Текел: био си вагнут на тезуљи и нађен си прелаган; Парсин: раздијељено је твоје краљевство и предано Међанима и Перзијанцима (Дн 5,23-28)." Те исте ноћи Балтазар је убијен.
6. Насљедник Дарије Медијац, поставио је Данило као једног од три прочелника. Он се показао најбољим па га је краљ мислио још унаприједити. Други су били љубоморни па су знајући за Даниелову побожност према Богу, наговорили краља да донесе декрет по којем је забрањено молити се било коме осим краљу у наредних 30 дана. Данило се и даље три пута дневно моли Бога па је кажњен и бачен у јаму међу лавове. Анђео Господњи је био с њом и лавови му нису наудили. Краљ је био узнемирен и ујутро је тражио Данила у јами. Данило му одговори: "О краљу, жив био довијека! Мој је Бог послао свог Анђела; затворио је раље лавовима те ми не наудише, јер сам недужан пред њим. Па и пред тобом, о краљу, ја сам без кривице (Дн 6,22-23)". Уротници су бачени у јаму и лавови их растргаше. Краљ Дарије је издао проглас којим признаје Бога.

## Четири виђења
1. "Прве године Балтазара, краља бабилонскога (Дн 7,1)", Данило је уснуо сан о четири немани. Оне симболизирају велика непријатељска царства, под којима Израел трпи . У ово доба своје неизравне владавине Бог је власт над Земљом предао у руке поганских народа . Они ће изгубити власт, доласком Исуса Криста и успоставит ће се добра и вјечна владавина Сина човјечјег: "Краљевство његово, краљевство је вјечно, и све власти служит ће му и покоравати се њему (Дн 7,27)."
2. Виђење треће године Балтазарова краљевања, борба је овна и јарца. Ован с два рог (животињски)а симбол је краљева Перзије и Медије, а јарац краља Грчке. Персија и Медија бит ће моћне, али ће их покорити Грчка. Четири краљевства што ће изићи из народа грчког краља, али неће имати његову моћ. Поткрај њихова краљевања, устат ће јак краљ и супроставити се Богу, оскврнути Светиште, али ће бити скршен (Дн 8,21-25).
3. У првој години владања краља Дарија, Данило је истраживао поруку, коју је Бог пренио преко пророка Јеремије. Молио се, чинио покору и жалио због греха израелског народа. Указао му се арханђел Гаврило и протумачио му пророчанство о седамдесет годишњих недеља по календару, који су користили Израелци. То се догодило 445. п. н. е. По пророчанству, за 49 година треба да буде обновљен и саграђен Јерусалим, упркос унутрашњим и спољним потешкоћама. Након 434 године, појавит ће се Месија. А Његова смрт и узашашће на небо, пророковани су за око 31. или 32. годину послије Христа (према календару, који су користили Израелци) . Пророковано је и данашње вријеме прије успоставе Божјег Краљевства.
4. "Треће године Кира, краља персијског (Дн 10,1)", Данило је имао виђење о сукобу између краља сјевера и краља југа (Египта Дн 11,8). Спомињу се и кнез Персије и кнез Грчке те арханђел Михаил. Виђење кулминира с арогантним краљем: "Краљ ће радити што год му се прохтије, узносећи и уздижући себе изнад свих богова: против Бога над боговима говорит ће хуле и успијеват ће док се гњев не наврши - јер оно што је одређено, то ће се испунити (Дн 11,36)." Навијештено је ускрнуће и награда, онима који су били праведни, а изгубили су живот: " Тада ће се пробудити многи који снивају у праху земљину; једни за вјечни живот, други за срамоту, за вјечну гадост. Умници ће блистати као сјајни небески свод, и који су многе учили праведности, као звијезде навијеке, у сву вјечност (Дн 12,2-3)".

## Двије додатне приче
За католике и православне, књига Данила има 14 поглавља, док протестанти и Јевреји признају само првих 12 поглавља. Уз то, не признају ни Азарјеву молитву из средине 3. поглавља.
1. У 13. поглављу прича је о Сузани. Она је била врло лијепа и побожна Јеврејка удана за богатог и поштованог Јојакима. Њихову кућу посјећивали су многи људи па тако и два старца, који су били суци. Заљубили су се у њу. Једном док се сама купала у свом баштау, старци су јој дошли и предложили сполни однос. Пријетили су јој, ако не пристане, да ће је оптужити за невјеру мужу с неким младићем. Она их је одбила, јер није хтјела сагријешити. Лажно су је оптужили и покренули суђење против ње. Суд је повјеровао и осуђена је на смрт. Док су је водили на погубљење, завапила је Богу за помоћ. Бог је пробудио Данила, који је у то вријеме спавао. Данило је упозорио народ, да је суђење било "без истраге и без увида у истину (Дн 13,48)" те је сазвао ново суђење на којем ће он испитати два старца, свакога појединачно. Народ је на то пристао, јер су знали да Даниел има овласти од Бога. Поставио им је питање: "Сада, дакле, ако си ову доиста видио, реци нам: под којим си их дрветом видио заједно? (Дн 13,58)." Први старац одговори под тршљом, а други под јасиком. Тако је доказано, да лажу. Невина Сузана је ослобођена. Народ је благосливљао "Бога који спасава оне што се у њ уздају (Дн 13,60)", а два старца су осуђени на смрт.
2. У 14. поглављу налазе се три повезане приче за вријеме неименованог вавилонског краља. Краљ и његови свештеници клањали су се лажном богу (кумиру) Белу. Приносили су му сваки дан храну и пиће. Краљ је вјеровао, да Бел то поједе и попије. Данило се клањао само правоме Богу и није вјеровао, да Бел може јести или пити. Свештеници, жене и дјеца направили су тајни улаз и свакодневно јели и пили оно што је принесено Белу. Данило је то открио краљу, који је погубио преваранте, а Данило је уз краљево допуштење уништио кип Бела. Вавилонци су поштовали и месинганог змаја, за кога су мислили, да је живи бог. Данило је огледом, доказао да греше. Народ је због тога био гњеван: "Краљ постаде Јеврејов: Бела сруши, змаја уби, свештенике покла (Дн 14,28)". Краљ се бојао па је народу предао Данила, којег су бацили у јаму међу лавове. У томе вријеме, у том крају био је пророк Авакум (пророк). И Анђео Господњи рече Авакуму: "Однеси ручак који имаш у Вавилон, Данилу у лављој јами! (Дн 14,34)" Уз Анђеоску помоћ, Авакум је нахранио Данила, који је остао жив. Краљ је дошао до јаме и чудио се што је Данило преживио те је хвалио Бога: "Велик си, Господе Боже Данилов, и нема другога Бога осим тебе! (Дн 14,41)"